# Vastrecht
Vastrecht zijn de vaste leveringskosten die gebruikers van stroom, gas en water betalen voor het gebruik van de benodigde apparatuur en de administratieve kosten. Deze vaste leveringskosten staan los van het verbruik. Voor het gebruik van nachtstroom gold in het verleden een hoger tarief, maar dit is bij de meeste leveranciers niet langer het geval. De hoogte van de vaste leveringskosten verschilt per leverancier. De term vastrecht is verouderd. Tegenwoordig wordt gesproken van vaste leveringskosten.
Naast de vaste leveringskosten zijn er ook variabele leveringskosten. Deze zijn wél afhankelijk van het verbruik. 
Vastrecht zijn ook leges die in civiele zaken kunnen worden geheven voor verrichtingen van de griffier van een rechtbank.